# Eurysternus deplanatus
Eurysternus deplanatus là một loài bọ cánh cứng trong họ Bọ hung (Scarabaeidae).